# 恩特普賴斯 (密蘇里州林縣)
恩特普賴斯（英語：Enterprise），又名諾斯卡特（Northcutt）、羅德尼（Rodney），是位於美國密蘇里州林縣的非建制地區。

## 歷史
恩特普賴斯的郵局（名為諾斯卡特）於1858年設立，1880年代更名為羅德尼，其後於1902年停運。

## 地理
恩特普賴斯所處的海拔為高於海平面284米（即932英呎），而該地所採用的時區為UTC-6，即北美中部時區（CST）。同時該地設有夏令時間，為UTC-6調快一小時，即UTC-5（CDT）。